# Parthenini
Parthenini es una tribu de Lepidoptera de la familia Nymphalidae, subfamilia Limenitidinae, superfamilia Papilionoidea.

## Géneros
- Bhagadatta (Moore, 1898)
- Parthenos (Hübner, 1819)
- Lebadea (Felder, 1861)